# Drapetis adamsi
Drapetis adamsi är en tvåvingeart som beskrevs av Smith 1969. Drapetis adamsi ingår i släktet Drapetis och familjen puckeldansflugor. Inga underarter finns listade i Catalogue of Life.